# Katholiek Apostolische Kerk
De Katholiek Apostolische Kerk (Catholic Apostolic Church) is een chiliastisch kerkgenootschap, ontstaan ten gevolge van een oecumenische gebedsbeweging in Groot-Brittannië, dat sinds 1832 geleid werd door apostelen. De laatste apostel, Francis Valentine Woodhouse stierf op 3 februari 1901, waarna de kerk hoegenaamd is uitgestorven.

## Geschiedenis

### Voorgeschiedenis

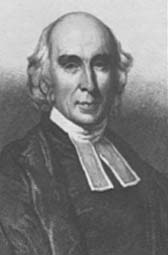
James Haldane Stewart

De aanzet tot de gebedsbeweging in de jaren twintig van de 19e eeuw werd gegeven door de Anglicaanse priester James Haldane Stewart, die hiertoe jarenlang opriep middels in totaal een half miljoen pamfletten die in Groot-Brittannië, de Verenigde Staten en op het continent verspreid werden.
Hij vond gehoor onder christenen uit de hele breedte van de toenmalige Kerk, die instemden met zijn oordeel dat de Kerk verarmd was. Door Bijbelstudie en gezamenlijk gebed zochten zij naar hernieuwde geestelijke kracht, zoals die ook aan het begin van de Evangelieverkondiging bestond door de uitstorting van de Heilige Geest in de kerk van Christus.
In dezelfde periode predikte de Presbyteriaanse John McLeod Campbell in Schotland dat Christus in beginsel voor alle gelovigen gestorven was en niet alleen voor een groepje 'uitverkorenen'. Edward Irving, eveneens dominee in de Schotse Presbyteriaanse Kerk en medestander van Campbell, predikte in zijn kerkgebouw op Regent Square te Londen bovendien de spoedige wederkomst van de Heer. Zijn diensten trokken duizenden toehoorders, zelfs uit de hoogste kringen, en tijdens zijn zomerse rondreizen door Schotland kwamen de gelovigen met tienduizenden tegelijk naar hem luisteren.
Ondertussen werden van 1826-1830 te Albury (Surrey) op het landgoed van Henry Drummond - bankier, parlementslid en stichter van een leerstoel economie (1825) aan de universiteit van Oxford - in elke eerste week van de Advent bijeenkomsten gehouden waaraan jaarlijks ongeveer 30 geestelijken en leken deelnamen, en waar zowel deze prediking als Bijbelse profetieën onderzocht werden op hun betekenis voor die tijd. Hun bevindingen werden tot 1832 voor een brede kring toegankelijk gemaakt via het kwartaalblad The Morningwatch. Uit deze kring zouden later diverse ambtsdragers van de Katholiek Apostolische Kerk voortkomen, waaronder Drummond zelf.

### Ontstaan
Te beginnen in Schotland (maart 1830) en kort daarop in Londen (april 1831) kwamen ten gevolge van de gebeden tijdens bijeenkomsten in huiselijke kring geestesgaven tot openbaring, die in de beginperiode ook regelmatig uit woorden in vreemde talen bestonden, maar spoedig geheel overgingen in verstaanbare taal (profetie). Dit ging in een aantal gevallen gepaard met opzienbarende genezingen. Na grondig onderzoek liet Irving in oktober 1831 als eerste predikant profetie toe in de erediensten. Dit alles baarde veel opzien in de pers, met vaak uiterst negatieve en spottende reacties, onder meer in de Times. De redactie van het tijdschrift Frasers Magasin vroeg om een artikel aan Irving, dat geplaatst werd in de nummers van januari, februari en maart 1832.
Toen de geestesuitingen en begiftigde personen door de gevestigde kerken werden afgewezen, zochten velen hun toevlucht in de gemeente van Irving. Diverse predikanten, waaronder spoedig ook Irving zelf in april 1832 met 800 volwassen leden, werden wegens het toelaten van profetie uit hun kerken gezet. De kerkelijke processen in de Schotse presbyteriaanse kerk, waarin over Campbell, Irving (in maart 1833) en anderen werden geoordeeld, vonden volgens toenmalige beschrijvingen plaats "met de haast, vormeloosheid en onwaardigheid die een revolutionaire bijeenkomst zou passen." In later tijden werd hier ook in eigen kring met verwondering op teruggezien.
Nu men ongewild vrij was van kerkelijke banden, brak een periode aan waarin tot ieders verrassing in profetie dienaren werden geroepen. In oktober 1832 werd de rechtsgeleerde John Bate Cardale in profetie toegesproken met de woorden: "Deel de Heilige Geest uit, zijt gij geen apostel?" Men durfde echter niet eigenmachtig tot het verrichten van priesterlijke handelingen over te gaan. Maar enige maanden later werd Cardale bewogen om andere tot een ambt geroepen personen te wijden, te beginnen op het Kerstfeest van 1832 te Albury. Kort na zijn afzetting, tegen Pasen 1833, werd Irving bij monde van de profeet Taplin tot engel van zijn gemeente geroepen en door apostel Cardale gewijd. Spoedig werden zo alle in Efeziërs 4:11 vermelde kerkelijke ambten weer in het leven geroepen. Op soortgelijke wijze werden er tot 1835 in Londen in totaal 7 gemeenten gesticht, met een engel aan het hoofd, priesterlijke ouderlingen en een uitgebreide diaconale bediening, inclusief diaconessen. De leden en voorgangers waren van zeer diverse kerkelijk herkomst (in meerderheid Anglicaans, maar ook Presbyteriaans, Vrij Evangelisch, Baptistisch, Quakers, enz.). Van daaruit verspreidde het 'Apostolische Werk' zich snel over geheel Groot-Brittannië.

### Uitzending van apostelen
In 1835 waren er reeds 24 gemeenten in Groot-Brittannië (en in 1836 nog 12 meer). Inmiddels waren nu twaalf mannen tot apostel geroepen. Op 14 juli 1835 werden ze onder handoplegging van de 24 engelen van de gemeenten tot hun ambt afgezonderd. Zij trokken zich nu eerst een jaar lang terug te Albury om de Bijbel te onderzoeken, onder het profetisch licht van zeven toegevoegde profeten, ook van zeer verscheiden kerkelijke herkomst. In 1836 en 1837 gaven zij diverse 'testimonia' (getuigenissen) uit, die overreikt werden aan hoofden van kerk en staat, te beginnen aan de koning van Engeland. Hierin werden de kerken tot eenheid opgeroepen, de afval in de kerken en onder de christelijke volken geduid die tot oordelen zouden leiden en de wederkomst van de Heer aangekondigd, waarmee het herstel van de apostolische kerk samenhing.
De apostelen ondernamen nu ter voorbereiding op hun apostolische taak gedurende drie jaar buitenlandse reizen om de kerken in de hun toegewezen gebieden ('stammen' - naar de 12 stammen van Israël) te leren kennen. Aan de hand van openbaringen en de waarnemingen van de apostelen, werd een liturgieboek opgesteld, waarvan de eerste versie in 1842 verscheen. Ook werd liturgische kleding ingevoerd, zodat plechtige oudkerkelijke liturgische diensten ontstonden, die in de loop der jaren nog verder werden uitgebreid.
Het duurde echter tot 1847 voor men met grote terughoudendheid voor de naam Katholiek Apostolische Kerk koos, aangezien men zich niet als apart kerkgenootschap wilde beschouwen, maar als deel van de Ene, Heilige, Katholieke en Apostolische Kerk, zoals die wordt beleden in de geloofsbelijdenis van Nicea. Ook gingen de apostelen in dat jaar over tot de 'verzegeling' van de leden (enigszins vergelijkbaar met het katholieke vormsel). In alle verzegelde gemeenten werden op de handoplegging der apostelen de gaven van de Heilige Geest openbaar. Men nam nu ook de apostolische prediking ter hand en spoedig werd nu vaste voet in Europa gekregen waar het 'Apostolische Werk' vooral in Noord-Duitsland tot grote bloei kwam.

### Problemen rond de opvolging

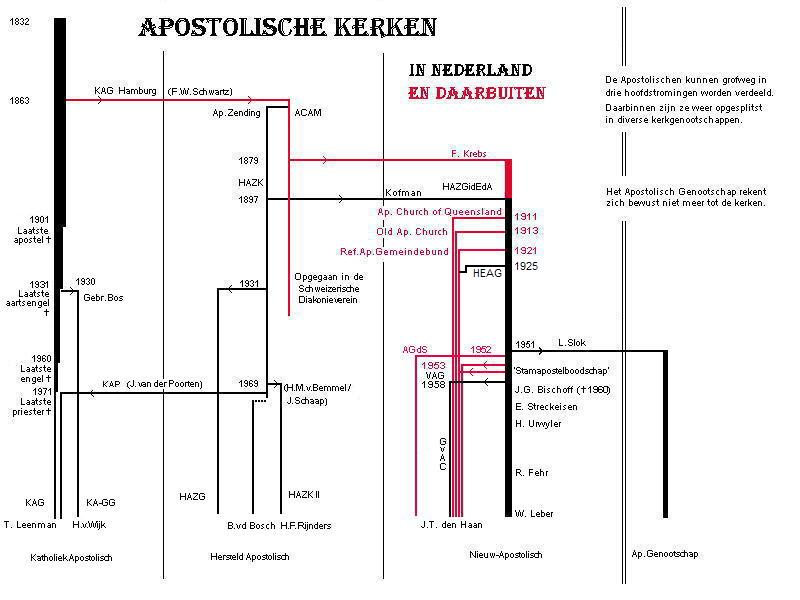
Schema van de verschillende Apostolischen in Nederland en daarbuiten vanaf 1830 tot heden. Klik op het plaatje voor een vergroting.

Na de onverwachte dood van twee apostelen in januari 1855 (MacKenzie op de 26e en Carlyle op de 28e), verklaarde Cardale: "Menigeen had gedacht - en ik beken zelf tot hen behoord te hebben - dat de tot het apostelambt geroepenen, wanneer zij getrouw bleven, niet zouden sterven, totdat zij de gasten des Heren in het hemelse erfdeel binnengeleid hadden. Helaas, wij hebben ons vergist." Bovendien verklaarde het restant van het apostolaat bij monde van apostel Cardale dat zij geen mogelijkheid in de Schrift vonden om stappen te nemen waardoor in opvolgers voorzien kon worden. Zij zagen zich daarom genoodzaakt de zaak aan de Heer over te laten.
Roepingen van 'vervangers van apostelen', die omstreeks 1860 plaatsvonden ("Jesus calleth thee Apostolic Messenger. He would use thee Coadjutor for him whom He hath gathered to Himself."), werden door de overgebleven apostelen geduid als 'apostelcoadjutoren' voor de nog levende apostelen, aan wie apostolische taken konden worden opgedragen zolang zij nog in leven waren. Rond het begin van 1863 ontstond nieuwe onenigheid over de apostolische opvolging wegens de roeping van een apostel in Duitsland bij monde van de raadsprofeet Heinrich Geyer. De engel Friedrich Wilhelm Schwartz en zijn Katholiek Apostolische gemeente te Hamburg besloten de roeping te aanvaarden, wat prompt leidde tot excommunicatie van de betrokken dienaren en leden. Hieruit ontstond de Allgemeine Christliche Apostolische Mission (ACAM), in Nederland bekend als de Apostolische Zending, die in 1893 de officiële naam Hersteld Apostolische Zendingkerk aannam en waaruit zich in 1897 de latere Nieuw Apostolische Kerk afscheidde.
Na de dood van de laatste apostel (Francis Valentine Woodhouse) in februari 1901, nam de Katholiek Apostolische Kerk geen nieuwe leden meer aan en werden ook geen nieuwe dienaren meer gewijd. De laatste 'aartsengel' (bovengemeentelijke opziener), Ludwig Albrecht - vooral bekend door zijn Bijbelvertaling van het Nieuwe Testament - overleed in 1931. De laatste engel (Karl Schrey van de Duitse gemeente Siegen-Westfalen) stierf in 1960. Op het eind van zijn leven had hij nog verschillende onderdiakenen toegelaten voor andere gemeenten dan de zijne. De laatste priester, Dr. Wilfred Maynard Davson, sloot in 1971 op 95-jarige leeftijd definitief de ogen in de Londense gemeente Paddington.
In enkele overgebleven gemeenten wordt sindsdien de litanie nog gebeden, en soms wordt nog dienst verricht door een laatste onderdiaken, maar voor sacramenten is men aangewezen op andere kerkgenootschappen waar men als gastlid welkom is. Zo hebben Katholiek Apostolische gemeenten vaak goede banden met plaatselijke Hervormde, Anglicaanse en rooms-katholieke gemeenten.

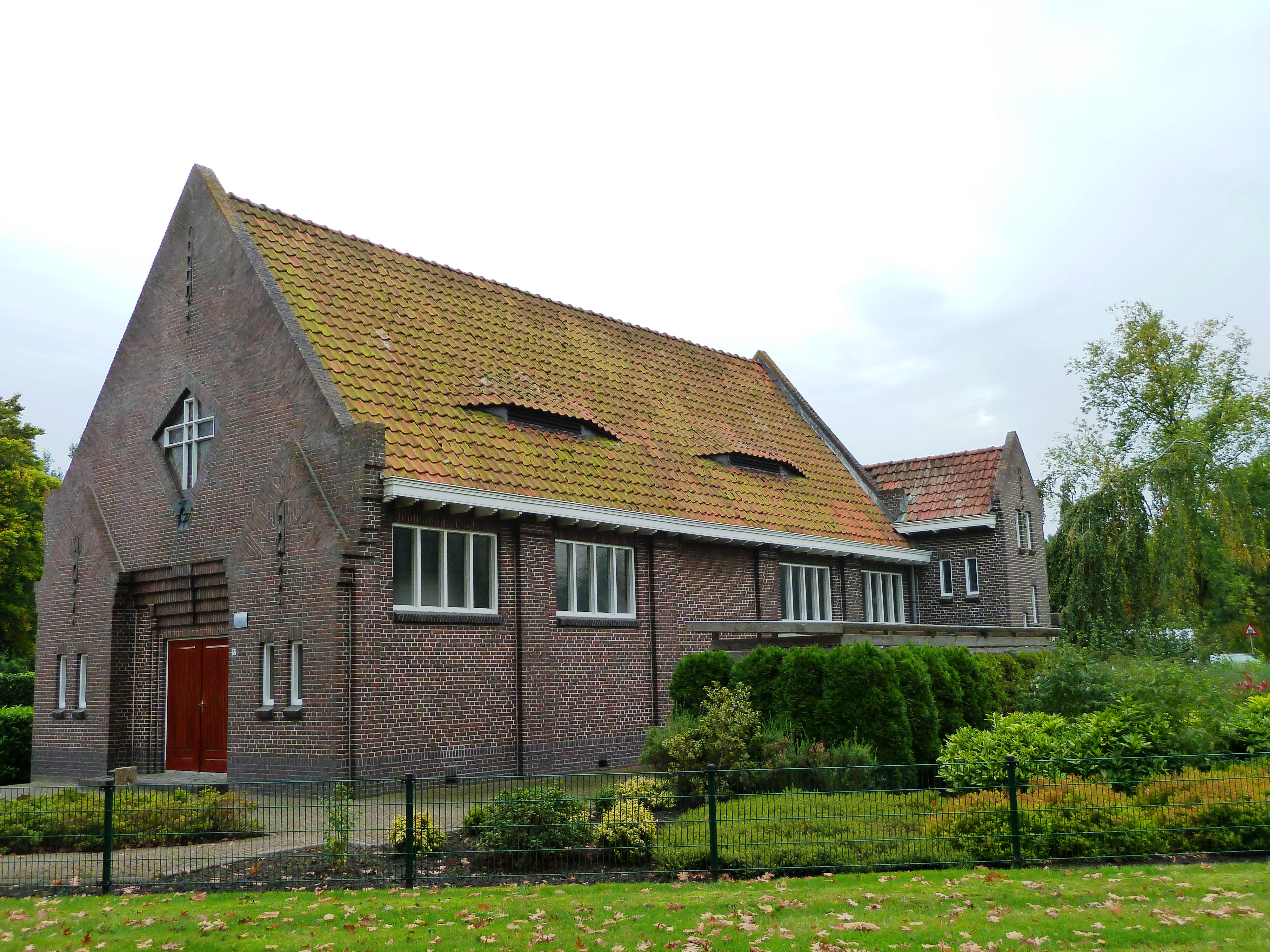
Katholiek Apostolische kerk van Scheemda. 's Middags komen hier nog ongeveer 20 mensen samen.

## Aantal gemeentes en leden
Aan het begin van de 20e eeuw telde de Katholiek Apostolische Kerk ongeveer 200.000 leden in bijna 1000 gemeenten wereldwijd, die als volgt verspreid waren: Engeland: 315, Schotland 28, Ierland: 6, Duitsland: 348, Nederland: 17, Oostenrijk/Hongarije: 8, Zwitserland: 41, Noorwegen: 10, Zweden: 15, Denemarken: 59, Rusland, Finland, Polen en de Baltische staten: 18, Frankrijk: 7, België: 3, Italië: 2, USA: 29, Canada: 13, Australië: 15, Nieuw-Zeeland: 5.
Nederland telt nu nog ongeveer 700 leden, verdeeld over gemeenten in Den Haag, Rotterdam, Utrecht, Amersfoort en Scheemda. De laatste Nederlandse onderdiaken (Teunis Adrianus Leenman) overleed in 2010. Bekend lid is onder meer Sara van Oordt (Asse, 25 augustus 1981), een Belgisch-Nederlandse presentatrice van Family7 en hoofd media en communicatie bij stichting Christenen voor Israël.